# Montechiaro d’Asti
Montechiaro d’Asti – miejscowość i gmina we Włoszech, w regionie Piemont, w prowincji Asti.
Według danych na styczeń 2009 gminę zamieszkiwały 1463 osoby przy gęstości zaludnienia 144,3 os./1 km².